# Championnats d'Europe de saut d'obstacles 2007
 (décembre 2024).
Si vous disposez d'ouvrages ou d'articles de référence ou si vous connaissez des sites web de qualité traitant du thème abordé ici, merci de compléter l'article en donnant les références utiles à sa vérifiabilité et en les liant à la section « Notes et références ».
Navigation
Édition précédente Édition suivante
Les championnats d'Europe de saut d'obstacles 2007, vingt-neuvième édition des championnats d'Europe de saut d'obstacles, ont eu lieu du 14 au 19 août 2007 à Mannheim, en Allemagne. L'épreuve individuelle est remportée par l'Allemande Meredith Michaels-Beerbaum et la compétition par équipe par les Pays-Bas.